# West Dundee (Illinois)
West Dundee es una villa ubicada en el condado de Kane en el estado estadounidense de Illinois. En el Censo de 2010 tenía una población de 7331 habitantes y una densidad poblacional de 741,94 personas por km².

## Geografía
West Dundee se encuentra ubicada en las coordenadas 42°6′39″N 88°20′41″O / 42.11083, -88.34472. Según la Oficina del Censo de los Estados Unidos, West Dundee tiene una superficie total de 9.88 km², de la cual 9.62 km² corresponden a tierra firme y (2.65%) 0.26 km² es agua.

## Demografía
Según el censo de 2010, había 7331 personas residiendo en West Dundee. La densidad de población era de 741,94 hab./km². De los 7331 habitantes, West Dundee estaba compuesto por el 86.35% blancos, el 1.87% eran afroamericanos, el 0.18% eran amerindios, el 7.09% eran asiáticos, el 0.04% eran isleños del Pacífico, el 2.16% eran de otras razas y el 2.32% pertenecían a dos o más razas. Del total de la población el 10.24% eran hispanos o latinos de cualquier raza.